# Felipe Benito Condurú Pacheco
Felipe Benito Condurú Pacheco (* 18. Juli 1892 in São Bento; † 1. Oktober 1972) war ein brasilianischer römisch-katholischer Bischof.
Condurú Pacheco wurde am 21. November 1915 von Francisco de Paula e Silva in der Kathedrale von São Luís do Maranhão zum Priester geweiht. Papst Pius XII. ernannte ihn am 19. April 1941 zum Bischof von Ilhéus. Benedetto Aloisi Masella, Apostolischer Nuntius in Brasilien, weihte ihn am 6. Juli 1941 zum Bischof. Mitkonsekratoren waren Carlos Carmelo de Vasconcelos Motta, Erzbischof von São Luís do Maranhão, und Francisco de Assis Pires, Bischof von Crato. Am 7. Februar 1946 ernannte der Papst ihn zum Bischof von Parnaiba. Papst Johannes XXIII. nahm am 17. Januar 1959 seinen Rücktritt an und ernannte ihn zum Titularbischof von Decoriana.